# Sanning eller konsekvens (film)
Sanning eller konsekvens är ett svenskt drama från 1997 i regi av Christina Olofson. Filmen tilldelades en Guldbagge för bästa manuskript och var även nominerad för samma pris i kategorin bästa regi. Filmen är baserad på ungdomsromanen Sanning eller konsekvens av Annika Thor.

## Handling
Nora går i sjätte klass i grundskolan i Stockholm. Hon slits mellan att umgås med de häftiga tjejerna Fanny och Sabina och den mobbade Karin.

## Medverkande (urval)
- Tove Edfeldt – Nora
- Anna Gabrielsson – Karin
- Alexandra Dahlström – Fanny
- Emelina Lindberg-Filippopoulou – Sabina
- Totte Steneby – Tobbe
- Fredrik Ådén – Emil
- Erik Johansson – Anton, Noras bror
- Carina Lidbom – Noras mamma
- Suzanne Reuter – Gunilla, lärare
- Lena-Pia Bernhardsson – Karins mamma
- Jonas Falk – Karins pappa
- Göran Forsmark – naken man
- Noomi Rapace – Nadja, Sabinas syster
- Katja Steinholtz Skog – Maja, klasskompis
- Lasse Lindroth – Ismet, butiksföreståndare